# Masashi Nakayama
Masashi Nakayama (中山 雅史 Nakayama Masashi?, Fujieda, Shizuoka, 23 de septiembre de 1967) es un exfutbolista y entrenador japonés que se desempeñaba como delantero. Retirado en diciembre de 2012 en Consadole Sapporo, retornó a la actividad tres años para jugar en Azul Claro Numazu, por ese entonces en la Japan Football League, hasta su retiro en 2020. Actualmente se desempeña como entrenador del Azul Claro Numazu de la J3 League.
Ha sido internacional con la selección japonesa en 53 ocasiones. Ostenta el récord de anotación en la historia de la J. League, con 157 goles marcados en 15 temporadas.

## Carrera
Nakayama comenzó su carrera en los equipos juveniles del instituto Fujieda-Higashi, y más tarde de la Universidad de Tsukuba. En 1990 ingresa en el equipo de la empresa Yamaha, donde se convirtió en el delantero titular. Cuando el club cambió su nombre por el de Júbilo Iwata e ingresa en la J. League, Nakayama se mantiene en la plantilla, debutando el 11 de marzo de 1994. En 1997 gana su primera Liga, y en 1998 obtiene los premios de jugador más valioso de la temporada y máximo anotador, con 36 goles en 27 partidos. Repetiría premio goleador en el año 2000.
En la Copa Mundial de Fútbol de 1998 Nakayama tuvo el honor de anotar el primer gol de la selección japonesa en la historia de los mundiales, el 26 de junio ante Jamaica. Hasta su retirada de la selección en el año 2003, el jugador disputó 53 partidos en los que anotó 21 goles. También posee el récord de la tripleta más rápida de la historia a nivel internacional, cuando anotó tres goles a Brunéi en 3 minutos y 3 segundos.
Con tres ligas japonesas y varias distinciones individuales, Nakayama se convirtió en uno de los estandartes de Júbilo Iwata y el fútbol nipón. A pesar de tener varias lesiones en los últimos años y continuar jugando con 40 años, continuó siendo miembro de la plantilla hasta 2010, cuando fichó por Consadole Sapporo. Se retiró en 2012.
Participó en un capítulo de Hungry Heart: Wild Striker, anime de Yōichi Takahashi, en el capítulo 24 "Ustedes son unos provocadores".

## Clubes

### Como jugador
| Club              | País  | Año         |
| ----------------- | ----- | ----------- |
| Júbilo Iwata      | Japón | 1990 - 2009 |
| Consadole Sapporo | Japón | 2010 - 2012 |

## Estadísticas

### Clubes
- Actualizado hasta el 9 de enero de 2018.

| Club | Div.          | Temporada     | Liga  | Liga  | Liga   | Copas nacionales(1) | Copas nacionales(1) | Copas nacionales(1) | Copas internacionales(2) | Copas internacionales(2) | Copas internacionales(2) | Total | Total | Total  | Media goleadora(3) |
| Club | Div.          | Temporada     | Part. | Goles | Asist. | Part.               | Goles               | Asist.              | Part.                    | Goles                    | Asist.                   | Part. | Goles | Asist. | Media goleadora(3) |
| --- | ------------- | ------------- | ----- | ----- | ------ | ------------------- | ------------------- | ------------------- | ------------------------ | ------------------------ | ------------------------ | ----- | ----- | ------ | ------------------ |
| Yamaha Japón |               |               |       |       |        |                     |                     |                     |                          |                          |                          |       |       |        |                    |
| 1.ª | 1990-91       | 13            | 4     |       | 2      | 1                   |                     | —                   | —                        | —                        | 15                       | 5     |       | 0,33   |                    |
| 1.ª | 1991-92       | 18            | 15    |       | 1      | 0                   |                     | —                   | —                        | —                        | 19                       | 15    |       | 0,79   |                    |
| 2.ª | 1992          | 16            | 13    |       | —      | —                   | —                   | —                   | —                        | —                        | 16                       | 13    |       | 0,81   |                    |
| 2.ª | 1993          | 18            | 18    |       | 1      | 0                   |                     | —                   | —                        | —                        | 19                       | 18    |       | 0,95   |                    |
| Total club | Total club    | 65            | 50    |       | 4      | 1                   |                     | 0                   | 0                        |                          | 69                       | 51    |       | 0,74   |                    |
| Júbilo Iwata Japón |               |               |       |       |        |                     |                     |                     |                          |                          |                          |       |       |        |                    |
| 1.ª | 1994          | 12            | 3     |       | —      | —                   | —                   | —                   | —                        | —                        | 12                       | 3     |       | 0,25   |                    |
| 1.ª | 1995          | 45            | 18    |       | —      | —                   | —                   | —                   | —                        | —                        | 45                       | 18    |       | 0,40   |                    |
| 1.ª | 1996          | 27            | 9     |       | 13     | 7                   |                     | —                   | —                        | —                        | 40                       | 16    |       | 0,40   |                    |
| 1.ª | 1997          | 29            | 21    |       | 15     | 8                   |                     | —                   | —                        | —                        | 44                       | 29    |       | 0,66   |                    |
| 1.ª | 1998          | 29            | 37    |       | 4      | 4                   |                     | —                   | —                        | —                        | 33                       | 41    |       | 1,24   |                    |
| 1.ª | 1999          | 25            | 8     |       | 2      | 3                   |                     | —                   | —                        | —                        | 27                       | 11    |       | 0,41   |                    |
| 1.ª | 2000          | 29            | 20    |       | 8      | 3                   |                     | —                   | —                        | —                        | 37                       | 23    |       | 0,62   |                    |
| 1.ª | 2001          | 32            | 17    |       | 9      | 4                   |                     | —                   | —                        | —                        | 41                       | 21    |       | 0,51   |                    |
| 1.ª | 2002          | 29            | 16    |       | 10     | 5                   |                     | —                   | —                        | —                        | 39                       | 21    |       | 0,54   |                    |
| 1.ª | 2003          | 12            | 3     |       | 8      | 1                   |                     | 2                   | 0                        |                          | 22                       | 4     |       | 0,18   |                    |
| 1.ª | 2004          | 19            | 3     |       | 10     | 1                   |                     | 4                   | 1                        |                          | 33                       | 5     |       | 0,15   |                    |
| 1.ª | 2005          | 29            | 6     |       | 4      | 0                   |                     | 1                   | 0                        |                          | 34                       | 6     |       | 0,18   |                    |
| 1.ª | 2006          | 13            | 1     |       | 4      | 1                   |                     | —                   | —                        | —                        | 17                       | 2     |       | 0,12   |                    |
| 1.ª | 2007          | 15            | 1     |       | 7      | 1                   |                     | —                   | —                        | —                        | 22                       | 2     |       | 0,09   |                    |
| 1.ª | 2008          | 16            | 1     |       | 5      | 2                   |                     | —                   | —                        | —                        | 21                       | 3     |       | 0,14   |                    |
| 1.ª | 2009          | 1             | 0     |       | 2      | 0                   |                     | —                   | —                        | —                        | 3                        | 0     |       | 0,00   |                    |
| Total club | Total club    | 362           | 164   |       | 101    | 40                  |                     | 7                   | 1                        |                          | 470                      | 205   |       | 0,44   |                    |
| Consadole Sapporo Japón |               |               |       |       |        |                     |                     |                     |                          |                          |                          |       |       |        |                    |
| 2.ª | 2010          | 12            | 0     |       | 1      | 0                   |                     | —                   | —                        | —                        | 13                       | 0     |       | 0,00   |                    |
| 2.ª | 2011          | 0             | 0     |       | 0      | 0                   |                     | —                   | —                        | —                        | 0                        | 0     |       | 0,00   |                    |
| 1.ª | 2012          | 1             | 0     |       | 0      | 0                   |                     | —                   | —                        | —                        | 1                        | 0     |       | 0,00   |                    |
| Total club | Total club    | 13            | 0     |       | 1      | 0                   |                     | 0                   | 0                        |                          | 14                       | 0     |       | 0,00   |                    |
| Azul Claro Numazu Japón |               |               |       |       |        |                     |                     |                     |                          |                          |                          |       |       |        |                    |
| 4.ª | 2015          | 0             | 0     | 0     | —      | —                   | —                   | —                   | —                        | —                        | 0                        | 0     | 0     | 0,00   |                    |
| 4.ª | 2016          | 0             | 0     | 0     | —      | —                   | —                   | —                   | —                        | —                        | 0                        | 0     | 0     | 0,00   |                    |
| 3.ª | 2017          | 0             | 0     | 0     | —      | —                   | —                   | —                   | —                        | —                        | 0                        | 0     | 0     | 0,00   |                    |
| 3.ª | 2018          |               |       |       |        |                     |                     |                     |                          |                          |                          |       |       |        |                    |
| Total club | Total club    | 0             | 0     | 0     | 0      | 0                   | 0                   | 0                   | 0                        | 0                        | 0                        | 0     | 0     | 0,00   |                    |
| Total carrera | Total carrera | Total carrera | 440   | 214   | 0      | 106                 | 41                  | 0                   | 7                        | 1                        | 0                        | 553   | 256   | 0      | 0,46               |
| (1) Incluye datos de Copa del Emperador (1990-2012), Copa Japan Soccer League (1990-1991), Copa J. League (1994-2009) y Supercopa de Japón (1998, 2000, 2003-2004). (2) Incluye datos de Copa de Campeones A3 (2003) y Liga de Campeones de la AFC (2004-2005). (3) No incluye goles en partidos amistosos. |               |               |       |       |        |                     |                     |                     |                          |                          |                          |       |       |        |                    |

### Selección nacional
Fuente:
| Selección de Japón | Selección de Japón | Selección de Japón |
| Año                | Part.              | Goles              |
| ------------------ | ------------------ | ------------------ |
| 1990               | 1                  | 0                  |
| 1991               | 0                  | 0                  |
| 1992               | 6                  | 3                  |
| 1993               | 8                  | 4                  |
| 1994               | 0                  | 0                  |
| 1995               | 4                  | 1                  |
| 1996               | 0                  | 0                  |
| 1997               | 2                  | 2                  |
| 1998               | 10                 | 4                  |
| 1999               | 1                  | 0                  |
| 2000               | 7                  | 6                  |
| 2001               | 8                  | 1                  |
| 2002               | 3                  | 0                  |
| 2003               | 3                  | 0                  |
| Total              | 53                 | 21                 |

#### Participaciones en fases finales
| Torneo                         | Sede                  | Resultado        | Partidos | Goles |
| ------------------------------ | --------------------- | ---------------- | -------- | ----- |
| Copa Asiática 1988             | Catar                 | Primera fase     | 0        | 0     |
| Copa Asiática 1992             | Japón                 | Campeón          | 3        | 2     |
| Copa Mundial de Fútbol de 1998 | Francia               | Primera fase     | 3        | 1     |
| Copa Confederaciones 2001      | Corea del Sur / Japón | Subcampeón       | 4        | 0     |
| Copa Mundial de Fútbol de 2002 | Corea del Sur / Japón | Octavos de final | 1        | 0     |

### Resumen estadístico
|                       | Partidos | Goles | Promedio |
| --------------------- | -------- | ----- | -------- |
| Liga                  | 440      | 214   | 0,49     |
| Copas nacionales      | 106      | 41    | 0,39     |
| Copas internacionales | 7        | 1     | 0,14     |
| Selección de Japón    | 53       | 21    | 0,40     |
| Total                 | 606      | 277   | 0,46     |

## Palmarés

### Copas nacionales
| Título             | Club         | País  | Año  |
| ------------------ | ------------ | ----- | ---- |
| J1 League          | Júbilo Iwata | Japón | 1997 |
| Copa J. League     | Júbilo Iwata | Japón | 1998 |
| J1 League          | Júbilo Iwata | Japón | 1999 |
| Supercopa de Japón | Júbilo Iwata | Japón | 2000 |
| J1 League          | Júbilo Iwata | Japón | 2002 |
| Copa del Emperador | Júbilo Iwata | Japón | 2003 |
| Supercopa de Japón | Júbilo Iwata | Japón | 2003 |
| Supercopa de Japón | Júbilo Iwata | Japón | 2004 |

### Copas internacionales
| Título                      | Club               | Sede    | Año  |
| --------------------------- | ------------------ | ------- | ---- |
| Copa Asiática               | Selección de Japón | Japón   | 1992 |
| Liga de Campeones de la AFC | Júbilo Iwata       | Teherán | 1999 |
| Supercopa de la AFC         | Júbilo Iwata       | Yeda    | 1999 |

### Distinciones individuales
| Distinción                                 | Año  |
| ------------------------------------------ | ---- |
| MVP de la J. League                        | 1998 |
| Máximo goleador de la J. League (36 goles) | 1998 |
| Máximo goleador de la J. League (20 goles) | 2000 |

## Récords
- Jugador con más goles en una Temporada de la J. League (36 goles en 1998).
- jugador con más goles del Derbi de Shizuoka (27 goles)